# レ・ミゼラブル 終わりなき旅路
『レ・ミゼラブル 終わりなき旅路』（レ・ミゼラブル おわりなきたびじ）は、「フジテレビ開局60周年特別企画」として同局系列で2019年1月6日の21時から23時54分に放送されたスペシャルドラマ。同局の開局60周年を記念して制作された。 三部作で構成される。

## 概説
ヴィクトル・ユゴーの小説『レ・ミゼラブル』を原作に、ディーン・フジオカと井浦新の2人がW主演をつとめる。舞台は神戸、東京、福島、長野と広範囲にわたる。第1幕の舞台は平成3年（1991年）から平成7年（1995年）の神戸、第2幕は平成16年（2004年）の東京、第3幕は平成30年（2018年）の福島を舞台にドラマが繰り広げられる。原作に沿っているものの、内容は大幅に変えられている。

## あらすじ
第1幕（平成3年〈1991年〉 - 平成7年〈1995年〉）
青年・馬場純は、母親・結子が斎藤家の起こした投資詐欺の被害に遭い、それを問い詰めるために投資を持ちかけた斎藤家に押しかけるが、主犯の男・斎藤太に暴力を振るわれて返り討ちにされた上「騙された方が悪い」と突っぱねられ、咄嗟に純は彼を突き飛ばし、その弾みでテーブルに後頭部を打ち付けて彼を死なせてしまい逮捕・収監される。それから2年後のある日、持病を抱えていた弟・哲の危篤を知った純は衝動的に脱獄を図り搬送された病院へ向かうが、哲は既に亡くなっていた。弟を失い、絶望した純は自殺を図ろうとするが、既の所である中年の男性に救われる。その男性・徳田浩章は、自立支援施設『徳田育成園』を経営していた。純は同じ施設に入っている青年・渡辺拓海と同室になり、自分が脱獄犯であることが発覚するのを恐れて、咄嗟に弟の名前である『哲』を名乗った。だがある日、脱獄犯がうろついているので情報提供を呼びかけるべく警官が育成園に現れ、拓海はこのことで純の正体に気づくが、徳田が戸惑うことなく受け入れてくれたため、二人は本当の意味で親友になった。そんなある日『阪神・淡路大震災』が発生。育成園は被災し、純は瓦礫の下敷きになった拓海を発見。拓海は自分を助けようとした純に「これからはお前が渡辺拓海として生きろ」と言って、純は言われるがままに育成園を飛び出して避難所に向かった。ちょうどその頃、ニュースでは「馬場純死亡」と報じられており、被害者の息子・斎藤涼介は怒りを震わせていた。

第2幕（平成16年〈2004年〉）
震災から9年後、純は亡き親友の約束を守って弁護士の「渡辺拓海」として法廷に立ち、数々の裁判で無罪判決を勝ち誇っていた。一方、涼介は刑事になっていた。ある日、不良の乱闘騒ぎを止めた純は涼介と出会い、互いの素性を知らぬまま名刺交換をする。その日の夜、シングルマザーの不破唯が娘・梢を連れてアパートの立ち退きの件で法律事務所を訪ねてきた。

第3幕（平成30年〈2018年〉）
涼介に正体を知られ行方をくらました純は、連れ出した梢に自分を義理の父親として呼ぶように言う。それから14年後、成長した梢は新たな居住地となった福島のリンゴ園で碓氷慎という男性に一目惚れされる。涼介は東日本大震災以降行方知らずとなった純を懲りずに追っていた。そして物語は佳境を迎える。

## 登場人物

### 主要人物
馬場純（ばば じゅん）→渡辺拓海（わたなべ たくみ）〈29→43〉
演 - ディーン・フジオカ（若年期：吉沢亮）
主人公。正当防衛という形で涼介の父親の太を殺害した過去を持つ。第2幕では弁護士として唯一の親友である「渡辺拓海」の偽名を名乗るようになる。
原作のジャン・ヴァルジャンに相当する。
斎藤涼介（さいとう りょうすけ）〈32→46〉
演 - 井浦新（若年期：清水尋也）
もう一人の主人公。新宿南署の刑事。かつて純が起こした殺人事件の被害者の息子でもある。
原作のジャヴェール警部に相当する。

### 徳田育成園
渡辺拓海（わたなべ たくみ）〈23〉
演 - 村上虹郎
徳田育成園で純と親友になる青年。かつては不良少年だったが、無実の罪を着せられて裁判にかけられていたところを弁護士に救われたことをきっかけに弁護士を目指していた。親に虐待されており、その後遺症で左足に軽い麻痺がある。阪神・淡路大震災で施設が被災した際に瓦礫の下敷きになったことで重傷を負ってしまい、純の過去と前科を知った彼から「自分の身代わりになって生きろ」と言い遺し、死亡。
原作に無いオリジナルキャラクター。
徳田浩章（とくだ ひろあき）〈43→67〉
演 ｰ 奥田瑛二
徳田育成園の園長。ある日、脱獄犯と知らない純を住まわせた。それ以後、純の正体を知りながらも彼に対する思いは相変わらずで、涼介に事情聴取されても常に純を庇う。
原作のミリエル司教に相当する。

### 不破家
不破唯（ふわ ゆい）〈26〉
演 ｰ 山本美月
シングルマザーで、田辺夫妻が経営する自宅兼無認可保育園「まごころHOUSE」に預けている娘・梢の養育費を稼ぐためにパン工場やキャバクラなどに出稼ぎで働いている。後に白血病に侵され他界。
原作のファンティーヌに相当する。
不破梢（ふわ こずえ）〈20〉
演 ｰ 清原果耶（幼少期：浅田芭路）
唯の娘。幼少時代ではまごころHOUSEで瑛里華にいじめられる、田辺夫妻にネグレクトされるなどぞんざいな扱いを受けていた。白血病で母を失った後に純によって引き取られ、彼の計らいで義理の娘となる。成長した後、リンゴ園で出会った慎に惚れられ婚約を迫られるが、純はそれを反対している。
原作のファンティーヌの娘でメインヒロイン・コゼットに相当する。

### 田辺家
田辺元（たなべ はじめ）〈33→47〉
演 ｰ 金子ノブアキ
真澄の夫。妻と共にまごころHOUSEを経営しているが、他人を利用して利益を得ることしか考えない怠惰な性格。
原作のテナルディエに相当する。
田辺真澄（たなべ ますみ）〈36→50〉
演 ｰ 長谷川京子
元の妻。夫と共にまごころHOUSEを経営しているが、自分の娘・瑛里華しか溺愛しておらず、梢を始めとする預かっている子供たちに対してはネグレストで放置するなど残忍かつ卑劣な性格の持ち主。第3幕では具体的な経緯は不明だがまごころHOUSEが廃業したこともあって夫と共に福島で盗難した自転車を売りさばいている。
原作のテナルディエ夫人に相当する。
田辺瑛里華（たなべ えりか）〈22〉
演 ｰ 福田麻由子（幼少期：川島夕空）
田辺家の娘。母親の真澄に溺愛されており、自分以外の子供たちに対してはいじめを行っていた。大人になった後、慎の選挙事務所のスタッフとして働いている。
両親とは対照的に不届きな行為（犯罪行為）には一切加担していない。
原作のテナルディエ一家の長女・エポニーヌに相当する。

### 碓氷家
碓氷慎（うすい しん）〈29〉
演 ｰ 松下洸平
若き政治家。東日本大震災をきっかけに福島の復興を誓い国会議員に立候補。福島・会津のリンゴ園で梢と出会い、一目惚れする。
原作のマリウス・ポンメルシーに相当する。
碓氷太一郎（うすい たいちろう）〈52→70〉
演 ‐ 伊武雅刀
慎の祖父。代議士。
原作のリュック＝エスプリ・ジルノルマンに相当する。

### 斉藤家
斎藤太（さいとう ふとし）〈50〉
演 ‐ 寺脇康文
涼介の父。表向きはクリーニング店を経営しているが、裏では詐欺まがいの悪事に手を染めている。後に純に正当防衛という形で殺害された。
斎藤歌織（さいとう かおり）〈45→71〉
演 ‐ かたせ梨乃
涼介の母。夫の言いなりで、言われるがままに詐欺まがいの悪事に加担している。目の前で夫を純に殺害されてからはそのショックで理性を失ってしまい、終いには認知症になって介護施設暮らしとなり、終盤では施設を訪れた息子のことすら分からなくなってしまうほど症状が進行していた。

### その他
佐山梨沙子（さやま りさこ）〈32→46〉
演 ‐ 香里奈
拓海（純）の恋人。彼が勤務する弁護士事務所の事務員であり飲食店のオーナーでもある。
馬場結子（ばば ゆいこ）〈45→46〉
演 ‐ 富田靖子
純の母。太の投資詐欺の被害に遭う。
四谷みどり
演 - モトーラ世理奈
徳田育成園に住む不登校の女子高生。
永井翼
演 - 三村和敬
弁護士となった純が面倒を見る不良少年。
山本愛梨
演 - 甲田まひる
翼との結婚を夢見る少女。

## スタッフ
- 原作：ヴィクトル・ユゴー『レ・ミゼラブル』
- 脚本：浜田秀哉
- 音楽：吉川慶
- 主題歌：Aimer『Sailing』（SME Records）
- 演出：並木道子
- プロデュース：太田大、野田悠介
- 制作著作：フジテレビ

## 受賞歴
- 東京ドラマアウォード2019 単発ドラマ部門 優秀賞[3][4]